# Liste der Kulturdenkmale in Reick
Die Liste der Kulturdenkmale in Reick umfasst sämtliche Kulturdenkmale der Dresdner Gemarkung Reick. Die Anmerkungen sind zu beachten.
Diese Liste ist eine Teilliste der Liste der Kulturdenkmale in Dresden. 

Diese Liste ist eine Teilliste der Liste der Kulturdenkmale in Sachsen.

## Legende
- Bild: Bild des Kulturdenkmals, ggf. zusätzlich mit einem Link zu weiteren Fotos des Kulturdenkmals im Medienarchiv Wikimedia Commons. Wenn man auf das Kamerasymbol klickt, können Fotos zu Kulturdenkmalen aus dieser Liste hochgeladen werden:
- Bezeichnung: Denkmalgeschützte Objekte und ggf. Bauwerksname des Kulturdenkmals
- Lage: Straßenname und Hausnummer oder Flurstücknummer des Kulturdenkmals. Die Grundsortierung der Liste erfolgt nach dieser Adresse. Der Link (Karte) führt zu verschiedenen Kartendiensten mit der Position des Kulturdenkmals. Fehlt dieser Link, wurden die Koordinaten noch nicht eingetragen. Sind diese bekannt, können sie über ein Tool mit einer Kartenansicht einfach nachgetragen werden. In dieser Kartenansicht sind Kulturdenkmale ohne Koordinaten mit einem roten bzw. orangen Marker dargestellt und können durch Verschieben auf die richtige Position in der Karte mit Koordinaten versehen werden. Kulturdenkmale ohne Bild sind an einem blauen bzw. roten Marker erkennbar.
- Datierung: Baubeginn, Fertigstellung, Datum der Erstnennung oder grobe zeitliche Einordnung entsprechend des Eintrags in der sächsischen Denkmaldatenbank
- Beschreibung: Kurzcharakteristik des Kulturdenkmals entsprechend des Eintrags in der sächsischen Denkmaldatenbank, ggf. ergänzt durch die dort nur selten veröffentlichten Erfassungstexte oder zusätzliche Informationen
- ID: Vom Landesamt für Denkmalpflege Sachsen vergebene, das Kulturdenkmal eindeutig identifizierende Objekt-Nummer. Der Link führt zum PDF-Denkmaldokument des Landesamtes für Denkmalpflege Sachsen. Bei ehemaligen Kulturdenkmalen können die Objektnummern unbekannt sein und deshalb fehlen bzw. die Links von aus der Datenbank entfernten Objektnummern ins Leere führen. Ein ggf. vorhandenes Icon  führt zu den Angaben des Kulturdenkmals bei Wikidata.

## Reick
| Bild           | Bezeichnung | Lage                                                                                                 | Datierung | Beschreibung | ID       |
| -------------- | --- | --- | --- | --- | -------- |
|                | Wohnhaus und Einfriedung eines ehemaligen Bauernhofes                                                                              | Altreick 7 (Karte)                                                                                   | bezeichnet 1790 (Bauernhaus)                                                                                                | Inschrifttafel, charakteristischer ländlicher Bau seiner Zeit, auffällig durch die Gestaltung des Giebels mit Zwillingsfenstern und Fachwerk im Obergeschoss, vor allem baugeschichtlich bedeutend. | 09215900 |
|                | Wohnhaus mit Anbau | Altreick 16 (Karte)                                                                                  | 1. Hälfte 19. Jh. (Wohnhaus)                                                                                                | heute Autohaus, als ehemaliges Handwerkerhaus sozialgeschichtlich bedeutend, im Zusammenhang mit Resten des Reicker Dorfkerns auch stadtentwicklungsgeschichtlich von Belang. | 09218882 |
|                | Wohnstallhaus und Torpfeiler eines Bauernhofes                                                                                     | Altreick 17 (Karte)                                                                                  | um 1800 (Wohnstallhaus) | charakteristischer ländlicher Bau seiner Zeit, vor allem baugeschichtlich bedeutend, im Zusammenhang mit Resten des Reicker Dorfkerns auch stadtentwicklungsgeschichtlich von Belang. | 09213699 |
|                | Wohnhaus in offener Bebauung | Altreick 19 (Karte)                                                                                  | 2. Hälfte 18. Jh. (Wohnhaus)                                                                                                | ehem. Häusleranwesen, charakteristischer ländlicher Bau seiner Zeit, auffällig durch die Gestaltung mit Fachwerk im Obergeschoss, vor allem baugeschichtlich bedeutend, im Zusammenhang mit Resten des Reicker Dorfkerns auch stadtentwicklungsgeschichtlich von Belang. | 09213700 |
|                | Wohnstallhaus, Wohnhaus, Seitengebäude, Scheune und Torbogen (bez. 1774) eines Vierseithofes                                       | Altreick 21 (Karte)                                                                                  | 1. Hälfte 19. Jh. (Wohnstallhaus), bezeichnet 1774 (Toreinfahrt)                                                            | charakteristische ländliche Bauten ihrer Zeit, einer der wenigen noch erhaltenen geschlossenen Höfe, vor allem baugeschichtlich bedeutend, im Zusammenhang mit Resten des Reicker Dorfkerns auch stadtentwicklungsgeschichtlich von Belang. | 09213694 |
|                | Wohnhaus, Torpfeiler, Pforte und Einfriedung eines ehemaligen Bauernhofes                                                          | Altreick 23 (Karte)                                                                                  | um 1875 (Bauernhaus) | als Zeugnisse der ländlichen Architektur und Volksbauweise ihrer Zeit baugeschichtlich bedeutend, im Zusammenhang mit Resten des Reicker Dorfkerns auch stadtentwicklungsgeschichtlich von Belang. | 09213695 |
|                | Wohnhaus, Seitengebäude und Torhaus mit Torbogen eines Bauernhofes                                                                 | Altreick 26 (Karte)                                                                                  | um 1800 (Bauernhaus) | charakteristische ländliche Bauten ihrer Zeit, auffällig durch Fachwerkkonstruktion im Obergeschoss des Seitengebäudes und Krüppelwalmdach des Wohnhauses, vor allem baugeschichtlich bedeutend. | 09215899 |
|                | Sgraffito | Am Lehmhaus 5 (Karte)                                                                                | um 1950 (Wand- und Deckenbild), bezeichnet 1969 (Sgraffito)                                                                 | Wiederaufbau-Darstellung an Giebelwand zur Morgenleite, charakteristische figürliche Darstellung der Zeit, siedlungsgeschichtlich und kunstgeschichtlich bedeutend. | 09210550 |
| Weitere Bilder | Sachgesamtheit Besselplatz mit mehreren Einzeldenkmalen                                                                            | Besselplatz 1; 3; 5; 7; 9; 11; 13; 15; 17; 19; 21 (Karte)                                            | 1959-1969, Wiederaufbau Besselplatz 2-16, Sachgesa (Mehrfamilienwohnhaus)                                                   | Sachgesamtheit Besselplatz mit folgenden Einzeldenkmalen: Häusergruppe Besselplatz 1-21 (ID-Nr. 09213712), den Häusern Besselplatz 18, 20, 22 (ID-Nr. 09215896), der Häuserzeile Perronstraße 30-34 (ID-Nr. 09306388) sowie den Häusern Besselplatz 2-16 und den Außenanlagen als Sachgesamtheitsteilen; errichtet durch Heimstättengenossenschaft Dresden-Reick, markante Bebauung eines längsrechteckigen Platzes, charakteristisches Beispiel der Siedlungsarchitektur um 1930 in traditionellen Formen, belebt durch expressionistische Motive, und des Wiederaufbaus nach 1945, baugeschichtliche und stadtentwicklungsgeschichtliche Bedeutung. | 09306387 |
| Weitere Bilder | Einzeldenkmal der Sachgesamtheit Besselplatz: Häuserzeile (Einzeldenkmal zu ID-Nr. 09306387)                                       | Besselplatz 1; 3; 5; 7; 9; 11; 13; 15; 17; 19; 21 (Karte)                                            | 1928-1929 (Mehrfamilienwohnhaus)                                                                                            | Einzeldenkmal der Sachgesamtheit Besselplatz: Häuserzeile; errichtet durch Heimstättengenossenschaft Dresden-Reick, markante Bebauung eines längsrechteckigen Platzes, charakteristisches Beispiel der Siedlungsarchitektur um 1930 in traditionellen Formen, belebt durch expressionistische Motive, baugeschichtliche und stadtentwicklungsgeschichtliche Bedeutung. | 09213712 |
| Weitere Bilder | Einzeldenkmal der Sachgesamtheit Besselplatz: Häusergruppe (Einzeldenkmal zu ID-Nr. 09306387)                                      | Besselplatz 18; 20; 22 (Karte)                                                                       | 1928-1929 (Mehrfamilienwohnhaus)                                                                                            | Einzeldenkmal der Sachgesamtheit Besselplatz: Häusergruppe; errichtete durch Heimstättengenossenschaft Dresden-Reick, markante Bebauung eines längsrechteckigen Platzes, charakteristisches Beispiel der Siedlungsarchitektur um 1930 in traditionellen Formen, belebt durch expressionistische Motive, baugeschichtliche und stadtentwicklungsgeschichtliche Bedeutung. | 09215896 |
| Weitere Bilder | VEB Verpackungsmaschinenbau; VEB Schokopack (ehem.)                                                                                | Breitscheidstraße 48 (Karte)                                                                         | 1962-1964 (Verwaltungsgebäude); 1962-1964 (Figurengruppe)                                                                   | Bürohaus mit Verbindungsgang, Nebengebäude und freistehender Plastik; Hochhaus Stahlbetonskelettbau, vertikale Fassadengliederung, Fensterbrüstungen mit Mosaik, markanter rückseitiger Anbau, gestalterisch herausragender Industriebau der DDR-Architektur, architektonisch bedeutend und baukünstlerisch anspruchsvoll. Die Bronzeplastik: „Junge Arbeiter“ von Wilhelm Landgraf (1963) ist z. Z. eingelagert. | 09301769 |
|                | Häuserzeile über geschwungenem, L-förmigem Grundriss                                                                               | Breitscheidstraße 58; 60; 62 (Karte)                                                                 | bezeichnet 1929 (Mehrfamilienwohnhaus)                                                                                      | Teil einer Wohnanlage zwischen Breitscheidstraße, Wilhelm-Liebknecht-Straße und Moränenende, charakteristisches Beispiel der Siedlungsarchitektur um 1930 in traditionellen Formen, belebt durch expressionistische Motive, baugeschichtliche und stadtentwicklungsgeschichtliche Bedeutung. | 09218497 |
|                | Häuserzeile | Breitscheidstraße 64; 66; 68; 70 (Karte)                                                             | bezeichnet 1929 (Mehrfamilienwohnhaus)                                                                                      | Teil einer Wohnanlage zwischen Breitscheidstraße, Wilhelm-Liebknecht-Straße und Moränenende, charakteristisches Beispiel der Siedlungsarchitektur um 1930 in traditionellen Formen, belebt durch expressionistische Motive, baugeschichtliche und stadtentwicklungsgeschichtliche Bedeutung. | 09218495 |
|                | Häuserzeile über U-förmigem Grundriss                                                                                              | Breitscheidstraße 72; 74; 76 (Karte)                                                                 | bezeichnet 1929 (Mehrfamilienwohnhaus)                                                                                      | Teil einer Wohnanlage zwischen Breitscheidstraße, Wilhelm-Liebknecht-Straße und Moränenende, charakteristisches Beispiel der Siedlungsarchitektur um 1930 in traditionellen Formen, belebt durch expressionistische Motive, baugeschichtliche und stadtentwicklungsgeschichtliche Bedeutung. | 09218494 |
| Weitere Bilder | Gaswerk Dresden-Reick (ehem.) | Gasanstaltstraße 8b; 10 (Karte)                                                                      | 1878 (kleiner Gasometer); 1906 (großer Gasometer); 1878 (Pförtnerhaus); 1878 (Einfriedung); 2. Hälfte 19. Jh. (gelbes Haus) | Zwei Gasometer, Pförtnerhäuschen, Fabrikgebäude (sogen. Gelbes Haus), Verwaltungsgebäude (sogen. Weißes Haus), Brunnenhaus und Einfriedung; bemerkenswerte industriegeschichtliche Anlage, die Gasometer baugeschichtlich von Belang, der von Erlwein entworfene Bau zudem künstlerisch bedeutend. Der kleine Gasometer wird als Museum Panometer Dresden genutzt. | 09213685 |
| Weitere Bilder | Siedlung Reick | Hülßestraße 2; 4; 6; 8; 10; 12; 14 (Karte)                                                           | bezeichnet 1926 (Mehrfamilienwohnhaus)                                                                                      | Häuserzeile über L-förmigem Grundriss (mit Tornaer Str. 2a); Eckbebauung mit Balkonvorlage, Wohnhauszeile der Heimstättengenossenschaft Dresden-Reick (HGS), markante Front mit Reicker Straße 98-116, charakteristisches Beispiel der Siedlungsarchitektur um 1930 in traditionellen Formen, belebt durch expressionistische Motive, baugeschichtliche und stadtentwicklungsgeschichtliche Bedeutung. | 09213706 |
| Weitere Bilder | Postamt 36 | Hülßestraße 24 (Karte)                                                                               | bezeichnet 1930 (Wohnhaus)                                                                                                  | Wohnhaus mit Postamt; Gebäude der Heimstättengenossenschaft Dresden-Reick (HGS), baugeschichtlich und ortsgeschichtlich bedeutend. | 09213691 |
| Weitere Bilder | Häuserzeile | Keplerstraße 1; 3; 5 (Karte)                                                                         | 1925-1926 (Mehrfamilienwohnhaus)                                                                                            | errichtet von der Heimstättengenossenschaft Dresden-Reick, charakteristisches Beispiel der Siedlungsarchitektur um 1930 in traditionellen Formen, belebt durch expressionistische Motive, baugeschichtliche und stadtentwicklungsgeschichtliche Bedeutung. | 09213708 |
| Weitere Bilder | Wohn- und Geschäftshaus | Keplerstraße 2; 4 (Karte)                                                                            | um 1930 (Wohn- und Geschäftshaus)                                                                                           | errichtet von der Heimstättengenossenschaft Dresden-Reick, charakteristisches Beispiel der Architektur um 1930 in sachlichen Formen des Bauhauses, belebt durch expressionistische Motive, baugeschichtliche und stadtentwicklungsgeschichtliche Bedeutung. | 09213709 |
| Weitere Bilder | Häuserzeile | Keplerstraße 7; 9; 11 (Karte)                                                                        | 1925 - 1926 (Mehrfamilienwohnhaus)                                                                                          | errichtet von der Heimstättengenossenschaft Dresden-Reick, charakteristisches Beispiel der Siedlungsarchitektur um 1930 in traditionellen Formen, belebt durch expressionistische Motive, baugeschichtliche und stadtentwicklungsgeschichtliche Bedeutung. | 09213713 |
| Weitere Bilder | Sachgesamtheit Margaretenhof mit zahlreichen Einzeldenkmalen                                                                       | Lehmannstraße 19; 21; 23; 24; 25; 26; 28; 27; 29; 30; 31; 32; 33; 34; 36; 38; 40; 42; 44; 46 (Karte) | um 1935 (Wohnanlage) | Sachgesamtheit Margaretenhof mit folgenden Einzeldenkmalen: Doppelwohnhaus Lehmannstraße 19, 21 (ID-Nr. 09215893), Mehrfamilienhaus Lehmannstraße 23, 25, 27, 29 (ID-Nr. 09215894), Häuserzeile Lehmannstraße 24, 26, 28 (ID-Nr. 09213710), Häuserzeile Lehmannstraße 30, 32, 34 (ID-Nr. 09215889), Doppelwohnhaus Lehmannstraße 31, 33 (ID-Nr. 09215895), Häuserzeile Lehmannstraße 36, 38, 40 (ID-Nr. 09215890), Häuserzeile mit frei stehendem Garagengebäude Lehmannstraße 42, 44, 46 (ID-Nr. 09215891), Doppelwohnhaus mit frei stehendem Garagengebäude Lohrmannstraße 32, 34 (ID-Nr. 09213711), Doppelwohnhaus Lohrmannstraße 36, 38 (ID-Nr. 09215892); Wohnanlage aus insgesamt 11 Gebäuden an Lehmann- und Lohrmannstraße, städtebauliche Akzentuierung durch U-förmige Baugruppe, lang gestreckte traditionelle Bauten mit Lochfassaden, offenen Loggien und Walm- sowie Satteldächern, Lehmannstraße 23-29 zudem durch Sgraffito an der Vorderfront gestalterisch hervorgehoben, neben den Wohnblöcken noch zwei Garagenbauten original erhalten, baugeschichtlich und stadtentwicklungsgeschichtlich bedeutend. | 09305805 |
| Weitere Bilder | Margaretenhof: Doppelwohnhaus (Einzeldenkmal zu ID-Nr. 09305805)                                                                   | Lehmannstraße 19; 21 (Karte)                                                                         | um 1935 (Doppelwohnhaus) | Einzeldenkmal der Sachgesamtheit Margaretenhof: Doppelwohnhaus; Teil einer Wohnanlage aus langgestreckten traditionellen Bauten mit Lochfassaden, offenen Loggien und Walm- sowie Satteldächern, baugeschichtlich und stadtentwicklungsgeschichtlich bedeutend. | 09215893 |
| Weitere Bilder | Margaretenhof: Häuserzeile (Einzeldenkmal zu ID-Nr. 09305805)                                                                      | Lehmannstraße 23; 25; 27; 29 (Karte)                                                                 | um 1935 (Mehrfamilienwohnhaus)                                                                                              | Einzeldenkmal der Sachgesamtheit Margaretenhof: Häuserzeile über U-förmigem Grundriss; durch Sgraffito an der Vorderfront gestalterisch hervorgehoben, Teil einer Wohnanlage aus langgestreckten traditionellen Bauten mit Lochfassaden, offenen Loggien und Walm- sowie Satteldächern, baugeschichtlich und stadtentwicklungsgeschichtlich bedeutend. | 09215894 |
| Weitere Bilder | Margaretenhof: Häuserzeile (Einzeldenkmal zu ID-Nr. 09305805)                                                                      | Lehmannstraße 24; 26; 28 (Karte)                                                                     | um 1935 (Mehrfamilienwohnhaus)                                                                                              | Einzeldenkmal der Sachgesamtheit Margaretenhof: Häuserzeile; Teil einer Wohnanlage aus langgestreckten traditionellen Bauten mit Lochfassaden, offenen Loggien und Walm- sowie Satteldächern, baugeschichtlich und stadtentwicklungsgeschichtlich bedeutend. | 09213710 |
| Weitere Bilder | Margaretenhof: Häuserzeile (Einzeldenkmal zu ID-Nr. 09305805)                                                                      | Lehmannstraße 30; 32; 34 (Karte)                                                                     | um 1935 (Mehrfamilienwohnhaus)                                                                                              | Einzeldenkmal der Sachgesamtheit Margaretenhof: Häuserzeile; Teil einer Wohnanlage aus langgestreckten traditionellen Bauten mit Lochfassaden, offenen Loggien und Walm- sowie Satteldächern, baugeschichtlich und stadtentwicklungsgeschichtlich bedeutend. | 09215889 |
| Weitere Bilder | Margaretenhof: Doppelwohnhaus (Einzeldenkmal zu ID-Nr. 09305805)                                                                   | Lehmannstraße 31; 33 (Karte)                                                                         | um 1935 (Doppelwohnhaus) | Einzeldenkmal der Sachgesamtheit Margaretenhof: Doppelwohnhaus; Teil einer Wohnanlage aus langgestreckten traditionellen Bauten mit Lochfassaden, offenen Loggien und Walm- sowie Satteldächern, baugeschichtlich und stadtentwicklungsgeschichtlich bedeutend. | 09215895 |
| Weitere Bilder | Margaretenhof: Häuserzeile (Einzeldenkmal zu ID-Nr. 09305805)                                                                      | Lehmannstraße 36; 38; 40 (Karte)                                                                     | um 1935 (Mehrfamilienwohnhaus)                                                                                              | Einzeldenkmal der Sachgesamtheit Margaretenhof: Häuserzeile; Teil einer Wohnanlage aus langgestreckten traditionellen Bauten mit Lochfassaden, offenen Loggien und Walm- sowie Satteldächern, baugeschichtlich und stadtentwicklungsgeschichtlich bedeutend. | 09215890 |
| Weitere Bilder | Margaretenhof: Häuserzeile (Einzeldenkmal zu ID-Nr. 09305805)                                                                      | Lehmannstraße 42; 44; 46 (Karte)                                                                     | um 1935 (Mehrfamilienwohnhaus)                                                                                              | Einzeldenkmal der Sachgesamtheit Margaretenhof: Häuserzeile mit freistehendem Garagengebäude; Teil einer Wohnanlage aus langgestreckten traditionellen Bauten mit Lochfassaden, offenen Loggien und Walm- sowie Satteldächern, baugeschichtlich und stadtentwicklungsgeschichtlich bedeutend. | 09215891 |
|                | Verwaltungsgebäude der Schleifscheibenfabrik Dresden-Reick                                                                         | Lohrmannstraße 21 (Karte)                                                                            | um 1930 (Verwaltungsgebäude)                                                                                                | Verwaltungsgebäude mit Anbau und Einfriedung; auffälliger, neoklassizistisch geprägter Bau einer Fabrik, baugeschichtlich und ortsgeschichtlich bedeutend. Verwaltungsgebäude der Schleifscheibenfabrik Dresden Reick, jetzt Hermes Schleifkörper GmbH. | 09213688 |
|                | Doppelhaus mit Einfriedung in offener Bebauung                                                                                     | Lohrmannstraße 29; 29b (Karte)                                                                       | um 1925 (Wohnhaus) | charakteristische Wohnbau seiner Zeit, belebt von expressionistischen Gestaltungselementen, baugeschichtlich bedeutend. | 09213689 |
| Weitere Bilder | Margaretenhof: Doppelwohnhaus (Einzeldenkmal zu ID-Nr. 09305805)                                                                   | Lohrmannstraße 32; 34 (Karte)                                                                        | um 1935 (Doppelwohnhaus) | Einzeldenkmal der Sachgesamtheit Margaretenhof: Doppelwohnhaus mit freistehendem Garagengebäude; Teil einer Wohnanlage aus langgestreckten traditionellen Bauten mit Lochfassaden, offenen Loggien und Walm- sowie Satteldächern, baugeschichtlich und stadtentwicklungsgeschichtlich bedeutend. | 09213711 |
| Weitere Bilder | Margaretenhof: Doppelwohnhaus (Einzeldenkmal zu ID-Nr. 09305805)                                                                   | Lohrmannstraße 36; 38 (Karte)                                                                        | um 1935 (Doppelwohnhaus) | Teil einer Wohnanlage aus langgestreckten traditionellen Bauten mit Lochfassaden, offenen Loggien und Walm- sowie Satteldächern, baugeschichtlich und stadtentwicklungsgeschichtlich bedeutend. | 09215892 |
|                | Einzeldenkmal der Sachgesamtheit Margaretenhof: Doppelwohnhaus; Wohnhaus, Seitengebäude und Torhaus mit Torbogen eines Bauernhofes | Mügelner Straße 2 (Karte)                                                                            | um 1800 (Bauernhaus) | charakteristische ländliche Bauten ihrer Zeit, auffällig durch Fachwerkkonstruktion im Obergeschoss des Seitengebäudes und Krüppelwalmdach des Wohnhauses, vor allem baugeschichtlich bedeutend. | 09215899 |
|                | Wohnstallhaus, Scheune und Einfriedungsmauer eines ehemaligen Dreiseithofes                                                        | Mügelner Straße 3 (Karte)                                                                            | 1630 Dendro (Wohnstallhaus)                                                                                                 | charakteristische ländliche Bauten ihrer Zeit, auffällig durch Fachwerkkonstruktion im Obergeschoss des Wohnstallhauses, vor allem baugeschichtlich bedeutend. | 09213696 |
|                | Wohnstallhaus, Scheune, Torbogen, Torpfeiler und Einfriedung eines Dreiseithofes                                                   | Mügelner Straße 7 (Karte)                                                                            | 2. Hälfte des 18. Jh. und 1. Hälfte des 19. Jh. (Bauernhof), A. 19. Jh. (Wohnstallhaus), bezeichnet 1859 (Scheune)          | bemerkenswertes bäuerliches Anwesen, Zeugnis ländlicher Architektur und Volksbauweise, baugeschichtlich und stadtentwicklungsgeschichtlich bedeutend. | 09213698 |
|                | Einlassgebäude oder Pförtnerhaus                                                                                                   | Mügelner Straße 20 (neben) (Karte)                                                                   | um 1935 (Pförtnerhaus) | Einlassgebäude oder Pförtnerhaus (Formguß Dresden); langgestreckter, eingeschossiger Bau mit kleiner Arkadenhalle, charakteristischer Bau der 1930er Jahre, baugeschichtlich bedeutend. | 09213692 |
|                | Verwaltungsgebäude mit Einfriedung und Tor                                                                                         | Mügelner Straße 29a; 29b; 29c (Karte)                                                                | um 1925 (Verwaltungsgebäude)                                                                                                | markantes Anwesen mit hohem Mansarden- und Walmdach sowie einfacher Gliederung, traditioneller Bau der Reformarchitektur nach 1910, baugeschichtlich bedeutend. | 09213693 |
|                | Bahnhof Dresden-Reick | Oskar-Röder-Straße 5 (Karte)                                                                         | 1906-1907 (Empfangsgebäude)                                                                                                 | Ehemaliges Empfangsgebäude; historisierender zweigeschossiger Putzbau über winkeligem Grundriss mit rustiziertem Sockel, spitzbogig gefassten großen Fenstern der Schalterhalle bzw. des Bahnhofsrestaurants, baugeschichtlich, eisenbahngeschichtlich und ortsentwicklungsgeschichtlich von Bedeutung. | 09213687 |
| Weitere Bilder | Einzeldenkmal der Sachgesamtheit Besselplatz: Häuserzeile (Einzeldenkmal zu ID-Nr. 09306387)                                       | Perronstraße 30; 32; 34 (Karte)                                                                      | 1938-1939 (Mehrfamilienwohnhaus)                                                                                            | Einzeldenkmal der Sachgesamtheit Besselplatz: Häuserzeile; errichtet durch Heimstättengenossenschaft Dresden-Reick, markante Bebauung eines längsrechteckigen Platzes, charakteristisches Beispiel der Siedlungsarchitektur um 1930 in traditionellen Formen, baugeschichtliche und stadtentwicklungsgeschichtliche Bedeutung. | 09306388 |
| Weitere Bilder | Postamt 36 | Prohliser Straße 10 (Karte)                                                                          | bezeichnet 1930 (Wohnhaus)                                                                                                  | Wohnhaus mit Postamt; Gebäude der Heimstättengenossenschaft Dresden-Reick (HGS), baugeschichtlich und ortsgeschichtlich bedeutend. | 09213691 |
| Weitere Bilder | Häuserzeile mit Einfriedung | Reicker Straße 88; 90; 92 (Karte)                                                                    | bezeichnet 1924 (Mehrfamilienwohnhaus)                                                                                      | errichtet von der Heimstättengenossenschaft Dresden-Reick, charakteristisches Beispiel der Siedlungsarchitektur um 1930 in traditionellen Formen, belebt durch historistische und expressionistische Motive, baugeschichtliche und stadtentwicklungsgeschichtliche Bedeutung. | 09213707 |
|                | Alte Schule Reick; Freizeitzentrum Mareike (ehem.)                                                                                 | Reicker Straße 89 (Karte)                                                                            | vor 1900 (Schule) | Schulgebäude; alte Schule von Reick, mit Dachreiter, zwischendurch Freizeitzentrum, heute von der Heilsarmee genutzt, weitgehend authentisch erhaltener vor- oder kleinstädtischer Bildungsbau seiner Zeit, baugeschichtlich bedeutend. Denkmaltext: Der Bau wurde vor der Jahrhundertwende als zweigeschossiges Schulgebäude errichtet. Unten befanden sich die Klassenräume und oben die Lehrerwohnung. Im Jahre 1907 kam ein zweites Obergeschoss und das Türmchen hinzu. Das Objekt ist als altes Schulgebäude von Reick aus geschichtlichen und als Zeugnis der Schulhausarchitektur um 1900 aus architektonischen Gründen ein Kulturdenkmal (LfD/2015). | 09215472 |
|                | Mietshaus in offener Bebauung | Reicker Straße 94 (Karte)                                                                            | bezeichnet 1899 (Mietshaus)                                                                                                 | typisches spätgründerzeitliches Wohngebäude, historisierend, neben gegenüber liegendem Schulgebäude eines der ältesten Häuser in diesem Bereich, baugeschichtlich und stadtentwicklungsgeschichtlich von Belang. | 09213690 |
| Weitere Bilder | Häuserzeile | Reicker Straße 98; 100; 102; 104; 106; 108; 110; 112; 114; 116 (Karte)                               | 1927-1928 (Mehrfamilienwohnhaus)                                                                                            | Wohnhauszeile der Heimstättengenossenschaft Dresden-Reick, markante Front mit Hülßestraße 2-14 / Tornaer Straße 2a, charakteristisches Beispiel der Siedlungsarchitektur um 1930 in traditionellen Formen, belebt durch expressionistische Motive, großzügige Tordurchfahrt wohl Wiederaufbau nach 1945, baugeschichtliche und stadtentwicklungsgeschichtliche Bedeutung. | 09213705 |
|                | Häuserzeile über L-förmigem Grundriss                                                                                              | Tornaer Straße 2a (Karte)                                                                            | bezeichnet 1926 (Mehrfamilienwohnhaus)                                                                                      | Eckbebauung (mit Hülßestraße 2-14) mit Balkonvorlage, Wohnhauszeile der Heimstättengenossenschaft Dresden-Reick, markante Front mit Reicker Straße 98-116, charakteristisches Beispiel der Siedlungsarchitektur um 1930 in traditionellen Formen, belebt durch expressionistische Motive, baugeschichtliche und stadtentwicklungsgeschichtliche Bedeutung. | 09213706 |
| Weitere Bilder | Häuserzeile | Tornaer Straße 14; 16; 18 (Karte)                                                                    | bezeichnet 1925 (Mehrfamilienwohnhaus)                                                                                      | errichtet von der Heimstättengenossenschaft Dresden-Reick, charakteristisches Beispiel der Siedlungsarchitektur um 1930, Bau mit Walmdach, Teil einer praktischen »Mustersiedlung« des Bundes Deutscher Architekten, dessen Bauten in traditionellen Formen, vor allem belebt durch und expressionistische Motive, bilden kleines durch Torbögen verbundenes Ensemble (siehe auch Tornaer Straße 20-30), baugeschichtliche und stadtentwicklungsgeschichtliche Bedeutung. | 09213702 |
| Weitere Bilder | Häuserzeile mit zwei Torbögen | Tornaer Straße 20; 22; 24 (Karte)                                                                    | bezeichnet 1925 (Mehrfamilienwohnhaus)                                                                                      | errichtet von der Heimstättengenossenschaft Dresden-Reick, charakteristisches Beispiel der Siedlungsarchitektur um 1930, Bau mit auffälligem Zollingerdach (Bohlenbinder- oder Bohlenlamellendach), Teil einer praktischen „Mustersiedlung“ des Bundes Deutscher Architekten, dessen Bauten in traditionellen Formen, vor allem belebt durch und expressionistische Motive, bilden kleines durch Torbögen verbundenes Ensemble (siehe auch Tornaer Straße 14-18 und 26-30), baugeschichtliche und stadtentwicklungsgeschichtliche Bedeutung. | 09213703 |
| Weitere Bilder | Häuserzeile | Tornaer Straße 26; 28; 30 (Karte)                                                                    | 1927-1928 (Mehrfamilienwohnhaus)                                                                                            | errichtet von der Heimstättengenossenschaft Dresden-Reick, charakteristisches Beispiel der Siedlungsarchitektur um 1930, Bau mit Walmdach, Teil einer praktischen „Mustersiedlung“ des Bundes Deutscher Architekten, dessen Bauten in traditionellen Formen, vor allem belebt durch und expressionistische Motive, bilden kleines durch Torbögen verbundenes Ensemble (siehe auch Tornaer Straße 14-18 und 20-24), baugeschichtliche und stadtentwicklungsgeschichtliche Bedeutung. | 09213704 |
|                | Häuserzeile | Wilhelm-Liebknecht-Straße 89; 91; 93; 95 (Karte)                                                     | bezeichnet 1929 (Mehrfamilienwohnhaus)                                                                                      | Teil einer Wohnanlage zwischen Breitscheidstraße, Wilhelm-Liebknecht-Straße und Moränenende, charakteristisches Beispiel der Siedlungsarchitektur um 1930 in traditionellen Formen, belebt durch expressionistische Motive, baugeschichtliche und stadtentwicklungsgeschichtliche Bedeutung. | 09211593 |
|                | Häuserzeile über U-förmigem Grundriss                                                                                              | Wilhelm-Liebknecht-Straße 97; 99 (Karte)                                                             | bezeichnet 1929 (Mehrfamilienwohnhaus)                                                                                      | Teil einer Wohnanlage zwischen Breitscheidstraße, Wilhelm-Liebknecht-Straße und Moränenende, charakteristisches Beispiel der Siedlungsarchitektur um 1930 in traditionellen Formen, belebt durch expressionistische Motive, baugeschichtliche und stadtentwicklungsgeschichtliche Bedeutung. | 09218494 |
|                | Doppelwohnhaus | Winterbergstraße 54; 56 (Karte)                                                                      | um 1929 (Doppelwohnhaus) | Doppelwohnhaus in offener Bebauung; zweigeschossiger Putzbau mit expressionistischer Fassadengestaltung, insbesondere Betonung der Treppenhäuser und Fenster durch Backsteinverblendung, baugeschichtlich von Bedeutung. | 09213684 |

## Ausführliche Denkmaltexte
1. ↑  
Denkmaltext 

Das Gebäude repräsentiert einen funktionalistisch geprägten markanten Bau der 1920er Jahre mit deutlichen Bauhauseinflüssen. Der prägnante Baukörper in seiner schlichten Gestaltung könnte der Schule des Stadtbaurates Paul Wolf zugeordnet werden. Darauf deuten die Backsteinverblendungen der Erdgeschosszone, die Betonung und Gestaltung der Treppenhäuser sowie die Anfügung des Erdgeschossbereiches und die offenen Loggien hin. Eine städtebauliche Besonderheit ist die markante Ausbildung des erdgeschossigen Rundbaues (Ladentrakt) zur Reicker Straße (LfD/2015).